# Esquerdinha
Esquerdinha, egentligen Gilvan Gomes Vieira, född 9 april 1984, är en brasiliansk fotbollsspelare, som spelar som mittfältare. Under försäsongen år 2005 provspelade han för Örgryte IS tillsammans med Paulo Roberto. Han har tidigare spelat för bland annat FK Dinamo Tbilisi, Atlético Mineiro och FK Zestaponi.